# Marion County (Kentucky)
Marion County is een county in de Amerikaanse staat Kentucky.
De county heeft een landoppervlakte van 897 km² en telt 18.212 inwoners (volkstelling 2000). De hoofdplaats is Lebanon.

## Bevolkingsontwikkeling

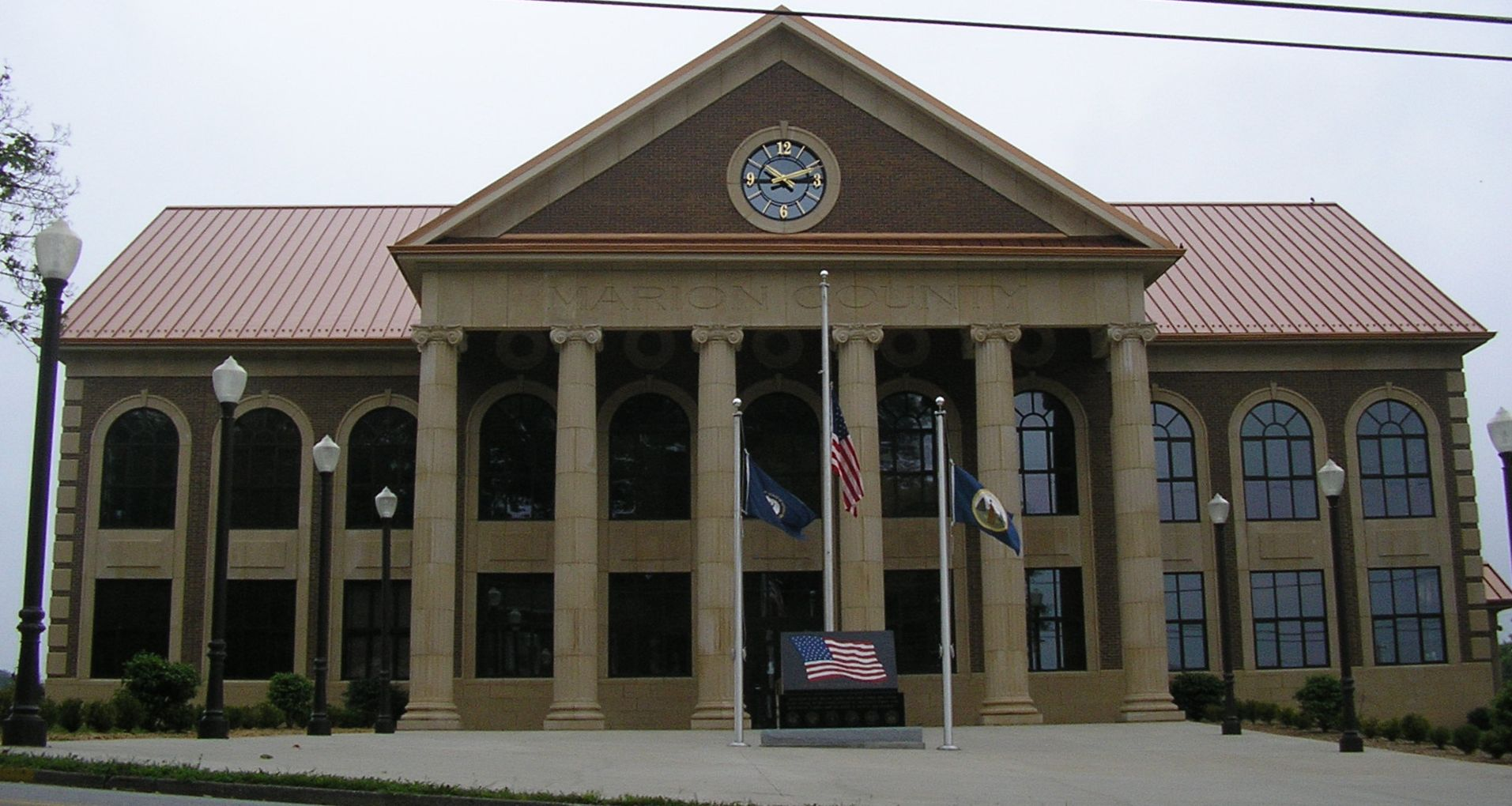
Marion County Courthouse